# Cratera Shoemaker

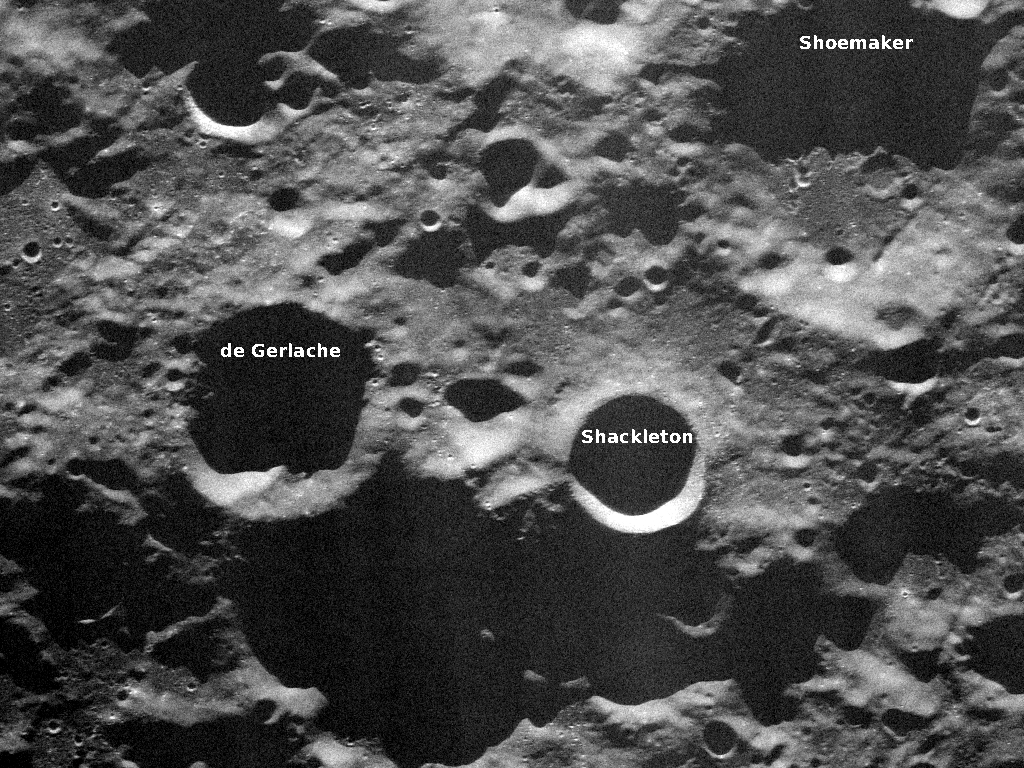
Cratera Shoemaker conforme fotografada por um radar terrestre.

A Cratera Shoemaker é uma cratera lunar localizada perto do polo sul da Lua, próxima da cratera Shackleton. A cratera Shoemaker fica ao sul da cratera Malapert, a leste da cratera Haworth e a oeste da cratera Faustini, esta última tem tamanho semelhante.

## Características da Cratera
A borda da cratera Shoemaker é circular e desgastada, com algumas outras pequenas crateras ao longo da parede interna. Devido à sua posição no polo sul, (é uma cratera de escuridão eterna), o albedo da superfície interna da cratera permanece desconhecido.
Antes de receber seu nome atual pela IAU, essa formação era informalmente conhecida como cratera de Mawson (em homenagem ao explorador antártico Douglas Mawson). No entanto, foi oficialmente batizada de Shoemaker em homenagem a Eugene Shoemaker, um geólogo cujos restos mortais estavam a bordo da nave espacial Lunar Prospector que atingiu o fundo desta cratera no ano de 1999. A deposição dos restos mortais de Eugene Shoemaker foi criticada pelo povo indígena Navajo como uma profanação da Lua.

### Depósitos de armadilhas frias
Shoemaker despertou o interesse dos cientistas quando a missão Lunar Prospector detectou concentrações em alta quantidade de hidrogênio no fundo desta e de outras crateras próximas usando um espectrômetro de nêutrons. Devido a posição da cratera perto do polo sul lunar, o seu fundo está em sombra permanente do Sol, mantendo assim uma temperatura abaixo de 100 K (−173 °C). Dessa forma, o fundo forma uma armadilha fria, e quaisquer moléculas de água que penetrem na cratera devido a impactos de cometas podem se depositar no fundo e permanecer lá quase permanentemente. Os instrumentos a bordo do Lunar Prospector deram uma concentração de cerca de 146ppm de hidrogênio, comparado a 50ppm para a superfície lunar média.
A topografia desta cratera foi posteriormente medida usando a antena Goldstone de 70 m para irradiá-la com radar de 3,5cm. Duas antenas de 34m, localizadas a 20 km de distância, receberam os ecos, e os resultados foram usados para gerar um mapa topográfico com resolução de 150 m.
Em 31 de julho de 1999, a sonda Lunar Prospector caiu deliberadamente no fundo desta cratera para verificar se uma coluna de vapor de água seria detectada. A detecção aparente de água de experimentos anteriores e a borda rasa desta cratera fizeram dela um alvo adequado para este experimento. Entretanto, o resultado desse experimento não foi bem-sucedido. Observações posteriores ao impacto não conseguiram confirmar a presença de água ou vapor de água oriunda do fundo da cratera. O hidrogênio encontrado no fundo da cratera provavelmente será mais difícil de extrair do que se esperava originalmente.